# Apiocamarops
Apiocamarops är ett släkte av svampar. Apiocamarops ingår i familjen Boliniaceae, ordningen Boliniales, klassen Sordariomycetes, divisionen sporsäcksvampar och riket svampar.
|              | Lentomitella                                                                     |
|              |                                                                                  |
|              | Endoxyla                                                                         |
|              |                                                                                  |
|              | Mollicamarops                                                                    |
|              |                                                                                  |
|              | Camaropella                                                                      |
|              |                                                                                  |
|              | Cornipulvina                                                                     |
|              |                                                                                  |
|              | Pseudovalsaria                                                                   |
|              |                                                                                  |
|              | Neohypodiscus                                                                    |
|              |                                                                                  |
|              | Camarops                                                                         |
|              |                                                                                  |
|              | Linostomella                                                                     |
|              |                                                                                  |
| Apiocamarops | \| \| Apiocamarops alba \| \| \| \| \| \| Apiocamarops cryptocellula \| \| \| \| |
|              | \| \| Apiocamarops alba \| \| \| \| \| \| Apiocamarops cryptocellula \| \| \| \| |
|              | Apiocamarops alba                                                                |
|              |                                                                                  |
|              | Apiocamarops cryptocellula                                                       |
|              |                                                                                  |

|  | Apiocamarops alba          |
|  |                            |
|  | Apiocamarops cryptocellula |
|  |                            |